# Arqueologia espacial

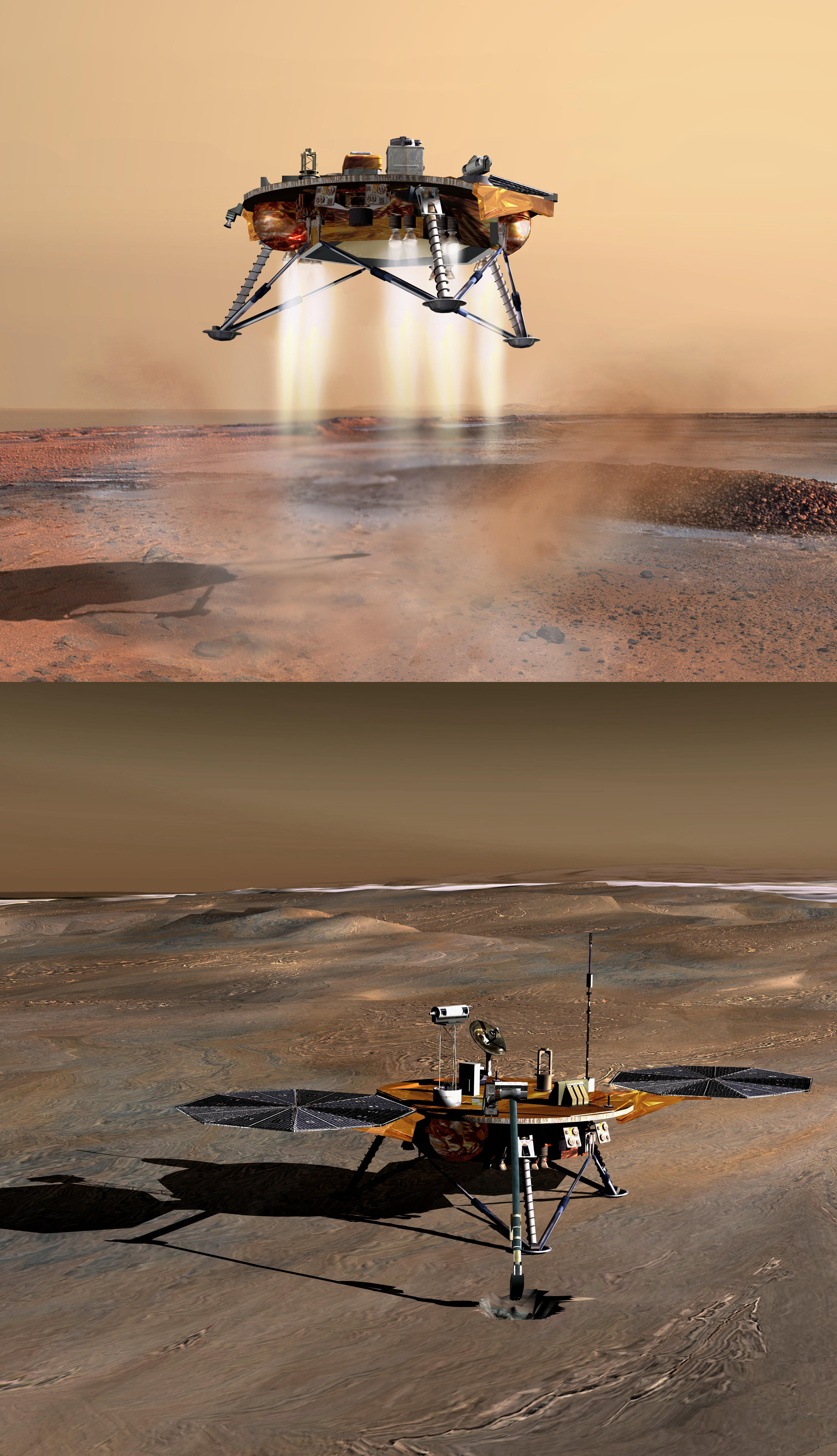
Phoenix Mars Lander

En arqueologia, l'arqueologia espacial és l'estudi, basat en la recerca científica, de diversos objectes fets pels humans que es troben a l'espai, la seva interpretació com a pistes de les aventures que la humanitat ha experimentat en l'espai i la seva conservació com herència cultural.
Inclou els complexs de llançament a la Terra, residus orbitals, satèl·lits i objectes i estructures sobre altres cossos celestes com el planeta Mart. També inclou recursos culturals.
El turisme espacial podria afectar els artefactes arqueològics, per exemple, sobre la Lluna.
Una ramificació és el desenvolupament de tècniques per a detectar signes de vida o de tecnologia en altres planetes, o de visitants a la Terra extraterrestres. Una faceta d'aquesta tasca és l'ús de satèl·lits per identificar estructures de significació arqueològica.